# Lindholm (Stege Bugt)
Lindholm es una isla perteneciente a Dinamarca, ubicada al noroeste de Møn, entre el estrecho del Ulvsund y Bøgestrømmen. La isla ocupa una superficie de 7 ha y alberga una población de 4 habitantes (2005).
A día de hoy no hay ningún transporte público con servicio a la isla de Lindholm.
- Datos: Q1306714
- Multimedia: Lindholm (Stege Bugt) / Q1306714